# Бреццо-ди-Бедеро
Бреццо-ди-Бедеро (итал. Brezzo di Bedero) — коммуна в Италии, располагается в провинции Варесе области Ломбардия.
Население составляет 950 человек (2008 г.), плотность населения составляет 119 чел./км². Занимает площадь 8 км². Почтовый индекс — 21010. Телефонный код — 0332.
Покровителем коммуны почитается святой мученик Виктор Мавр, празднование 8 мая.

## Демография
Динамика населения:

## Администрация коммуны
- Официальный сайт: http://www.comune.brezzo-di-bedero.va.it